# Katrin Böhning-Gaese

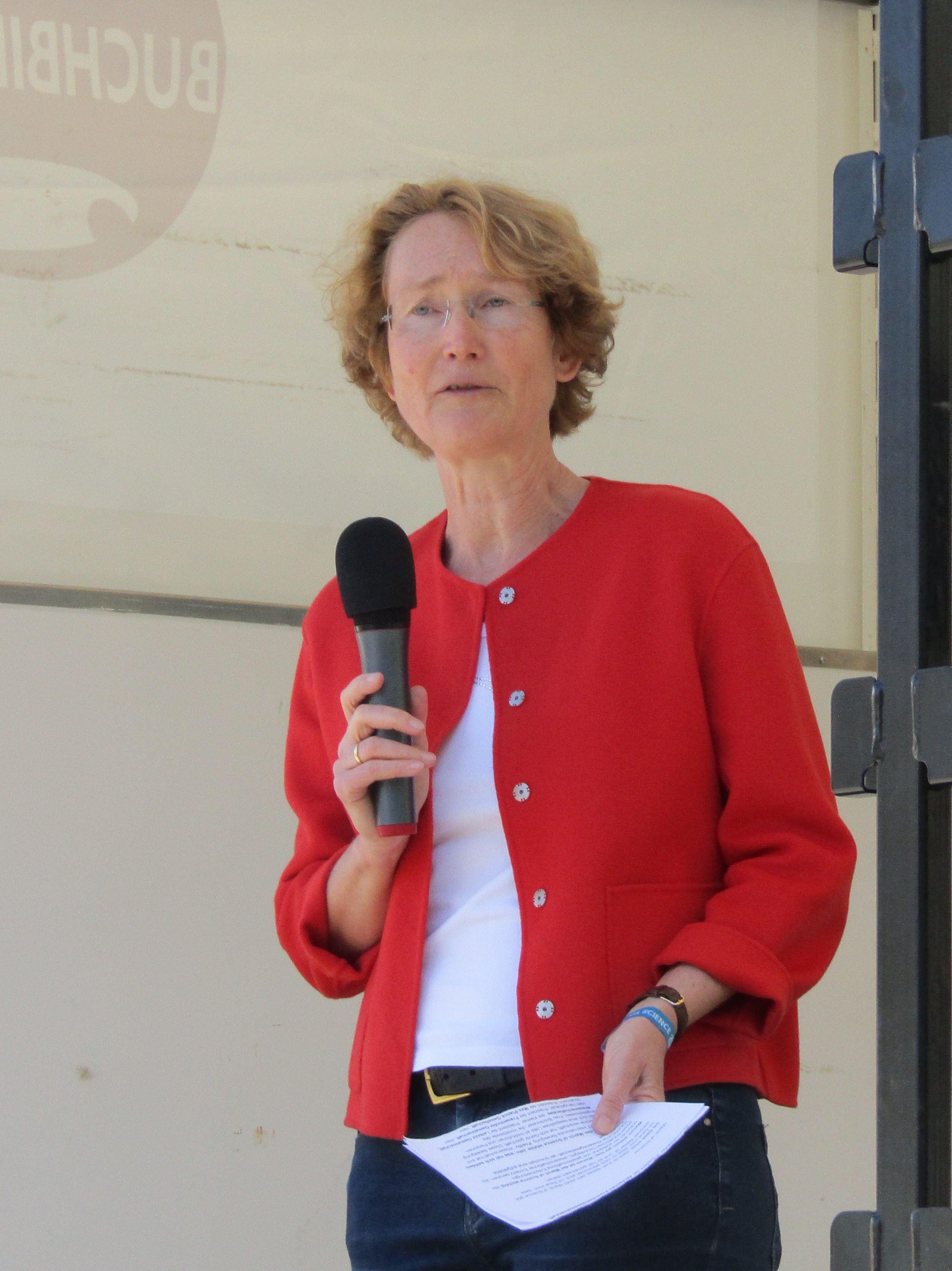
Katrin Böhning-Gaese beim March for Science 2018 in Frankfurt.

Katrin Böhning-Gaese (* 22. Dezember 1964 in Oberkochen) ist eine deutsche Biologin mit dem Schwerpunkt Ornithologie, Professorin an der Universität Leipzig und wissenschaftliche Geschäftsführerin des Helmholtz-Zentrums für Umweltforschung – UFZ. Sie war Direktorin des Senckenberg Biodiversität und Klima Forschungszentrum (BiK-F) und Vizepräsidentin der Leibniz-Gemeinschaft. Böhning-Gaese arbeitet zu tierökologischen Themen, zur Makroökologie, Ökologie von Lebensgemeinschaften und sozial-ökologischen Systemen.

## Leben
Katrin Böhning-Gaese startete ihr Engagement für Naturschutz und die Biodiversität 1984 mit einem Biologiestudium an der Eberhard Karls Universität Tübingen. Sie schrieb ihre Diplomarbeit Zur Nahrungsökologie des Weißstorchs (C. ciconia) in Oberschwaben  bei dem Zoologen Klaus Schmidt-Koenig. Bei ihm promovierte sie auch zu Ursachen für langfristige Bestandsentwicklungen europäischer und nordamerikanischer Singvögel in kontinentalem Maßstab und schloss 1993 ab. Ab 1993 arbeitete sie als Postdoktorandin an der Vogelwarte Radolfzell bei Peter Berthold. Ab 1996 war sie im Rahmen eines Habilitanden-Stipendiums der Deutschen Forschungsgemeinschaft (DFG) als Wissenschaftlerin an der Rheinisch-Westfälischen Technischen Hochschule Aachen in der dortigen Zoologie/Tierphysiologie tätig.
Sie verfasste anschließend ihre Habilitation in Zoologie an der Universität Tübingen mit dem Forschungsthema Mikro- und makroökologische Ansätze zum Verständnis von Artengemeinschaften. 1999 bis 2001 arbeitete sie im Rahmen des Heisenberg-Programms der Deutschen Forschungsgemeinschaft (DFG) an der RWTH Aachen, ebenfalls in der dortigen Zoologie/Tierphysiologie
Von 2001 bis 2010 war sie C3-Professorin für Ökologie an der Johannes Gutenberg-Universität Mainz. 2010 wurde Katrin Böhning-Gaese Professorin (W3) und Direktorin des BiK-F in Frankfurt am Main. Von 2017 bis 2021 war Katrin Böhning-Gaese eine von vier Vizepräsidentinnen der Leibniz-Gemeinschaft. 2024 wurde sie wissenschaftliche Geschäftsführerin des Helmholtz-Zentrums für Umweltforschung – UFZ. 2025 folgte dann die gemeinsame Berufung mit dem UFZ als Professorin für Biodiversität im Anthropozän an der Universität Leipzig.

## Ehrungen und Mitgliedschaften (Auswahl)
Böhning-Gaese erhielt zahlreiche Ehrungen und Förderungen ihrer Projekte. Sie war mehrfach zur Feldarbeit und wissenschaftlichen Gastaufenthalten an diversen Universitäten im Ausland. Zurzeit ist sie Sprecherin der durch die DFG geförderten Forschungsgruppe „The role of nature for human well-being in the Kilimanjaro Social-Ecological System (Kili-SES)“ am Kilimanjaro in Tansania. Seit 2018 ist sie Mitglied der Senatskommission für Grundsatzfragen der Biologischen Vielfalt der Deutschen Forschungsgemeinschaft. Von 2011 bis 2013 war sie Mitglied im Nationalen Komitee für Global Change Forschung. 2015 wurde sie in die Akademie der Wissenschaften und der Literatur Mainz und in die Leopoldina gewählt. 2021 erhielt sie den Umweltpreis der Bundesstiftung Umwelt, gemeinsam mit Hans Joosten. Im Januar 2023 wurde sie in den Rat für Nachhaltige Entwicklung berufen, der die Bundesregierung in Fragen der nachhaltigen Entwicklung berät. Für 2024 wurde Böhning-Gaese die Karl-Ritter-von-Frisch-Medaille zugesprochen.

## Publikationen (Auswahl)
- Friederike Bauer, Katrin Böhning-Gaese: Vom Verschwinden der Arten : Der Kampf um die Zukunft der Menschheit. Klett-Cotta, Stuttgart 2023, ISBN 978-3-608-98669-3.
- J. Methorst, K. Rehdanz, T. Müller, B. Hansjürgens, A. Bonn, K. Böhning-Gaese: The importance of species diversity for human well-being in Europe. In: Ecological Economics. Band 181, 2021, S. 106917.
- M. Schleuning, E.-L. Neuschulz, J. Albrecht, I. M. A. Bender, D. E. Bowler, D. M. Dehling, S. A. Fritz, C. Hof, T. Müller, L. Nowak, M. C. Sorensen, K. Böhning-Gaese, W. D. Kissling: Trait-based assessments of climate-change impacts on interacting species. In: Trends in Ecology & Evolution. Band 35, 2020, S. 319–328.
- M. A. Tucker, K. Böhning-Gaese, … T. Mueller: Moving in the Anthropocene: Global reductions in terrestrial mammalian movements. In: Science. Band 359, 2018, S. 466–469. (science.org)
- D. E. Bowler, …, K. Böhning-Gaese: Cross-realm assessment of climate change impacts on species’ abundance trends. In: Nature Ecology & Evolution. 1, 2017, S. 0067.
- E. L. Neuschulz, T. Mueller, M. Schleuning, K. Böhning-Gaese: Pollination and seed dispersal are the most threatened processes of plant regeneration. In: Scientific Reports. 2016, S. 29839.
- S. Ferger, M. Schleuning, A. Hemp, K. M. Howell, K. Böhning-Gaese: Food resources and vegetation structure mediate climatic effects on species richness of birds. In: Global Ecology and Biogeography. Band 23, 2014, S. 541–549.

## Filme, Radiobeiträge und Podcasts (Auswahl)
- Video von NANO (3sat): Katrin Böhning-Gaese: "Wir können die Kurve kriegen", eingestellt am 24. April 2024
- Interview-Beitrag bei SWR1 Leute (SWR): Ist Artensterben schlimmer als der Klimawandel?, eingestellt am 23. Juni 2023
- Video der Deutschen Bundesstiftung Umwelt (DBU):  "Man fängt an das große Bild zu sehen" - Makroökologin Böhning-Gaese | Deutscher Umweltpreis 2021, eingestellt am 9. Oktober 2021
- Podcast-Beitrag bei DDCAST 195 (Deutscher Design Club e.V.): Biodiversität gestalten, eingestellt am 26. Mai 2024